# Semínský přesyp
Národní přírodní památka Semínský přesyp je ojedinělé naleziště kriticky ohroženého druhu kozince písečného (Astragalus arenarius) v Česku. Lokalita se nachází uprostřed obce Semín ve východních Čechách v okrese Pardubice v Pardubickém kraji, v nadmořské výšce 210 metrů. Chráněné území je v péči regionálního pracoviště Východní Čechy Agentury ochrany přírody a krajiny ČR.
Lokalitu znovu objevil Milan Marek, botanik z Pardubic, dne 1. července 1980. Obě části, jež Semínský přesyp tvoří, detailně popsal botanik František Procházka a navrhl k ochraně. Krátce poté byl Semínský přesyp vyhlášen jako chráněný přírodní výtvor. V roce 1987 zde byla zpracována floristická inventarizace.

## Předmět ochrany

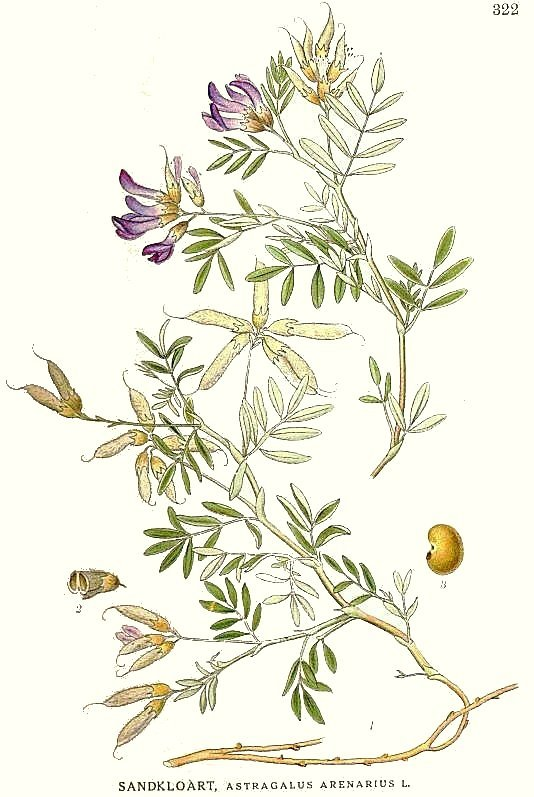
Kozinec písečný na kresbě švédského botanika Carla Axela Magnuse Lindmana z počátku 20. století

Předmětem ochrany je zachování a rozšíření biotopu kozince písečného (Astragalus arenarius) a cenných psamofilních společenstev s paličkovcem šedavým (Corynephorus canescens). Národní přírodní památka byla vyhlášena 9.  července 1980 po opětném objevu kozince písečného na lokalitě, kde byl kozinec písečný naposled předtím pozorován v roce 1938 a popsán v Květeně východních Čech z roku 1941. Součástí chráněného území je evropsky významná lokalita Natura 2000 Semínský přesyp. Jedná se o písečnou dunu, která zde vznikla v období pleistocénu.
Chráněné území se skládá ze dvou částí, ležících v centru obce Semín. Jednou z nich je otevřená písčina na návsi, druhá část se nachází v prostoru za bývalým pivovarem.

## Dostupnost
Chráněné území se nachází v centru obce Semín poblíž místního zámku, ve vzdálenosti zhruba 300 metrů od autobusové zastávky Semín, ObÚ. Po místní silnici, která prochází středem obce, je vedena cyklostezka Druhá labská. Nejbližší železniční stanicí je Přelouč na trati Praha – Česká Třebová, odkud do Semína vede červeně značená turistická cesta.